# Flore du Cameroun
Flore du Cameroun  (abreviado Fl. Cameroun) es una revista con ilustraciones y descripciones botánicas que es editada en París por el Museo Nacional de Historia Natural de Francia desde el año 1963 hasta ahora.